# هيب هوب عربي
الهيب هوب العربي هو موسيقى الهيب هوب، الناشئة في الدول المتحدثة باللغة العربية، حيث يتم تأديته باللغة العربية، واللهجات العربية المحلية والإنجليزية والفرنسية واللغات البربرية (الأمازيغية) واللغة العبرية، إضافة إلى اللهجات العربية الدارجة المحلية. ومثل معظم فناني هذا النوع عرب متأثرون بشكل كبير بفناني هذا النوع الأمريكيين.

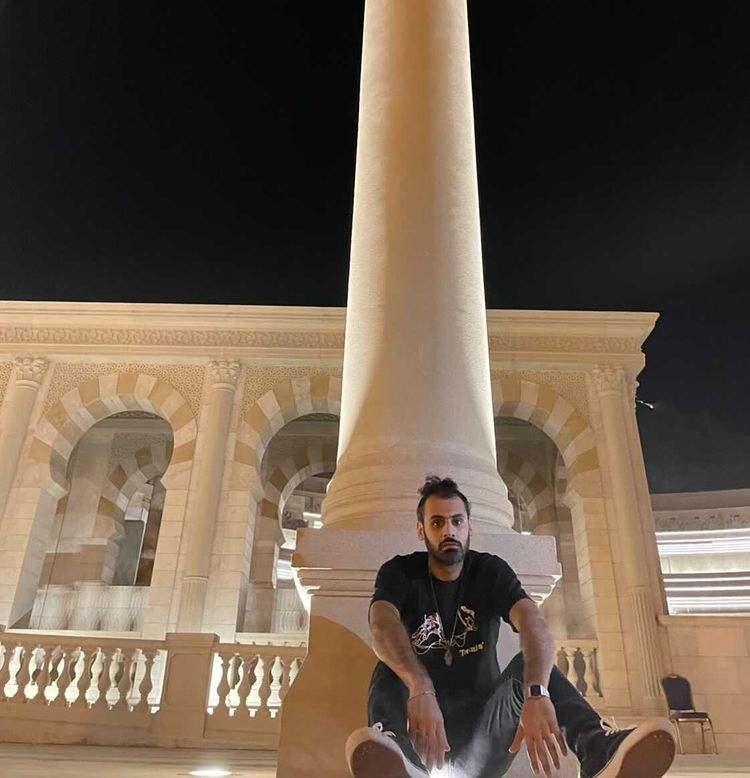
فنان الهيب هوب الإماراتي سادكات

كما يضم فن الهيب هوب العربي بعض المغنيين ذوي الأصل العربي المقيمين في أوروبا وأمريكا الشمالية وأستراليا. مغنو الراب المشهورون يتعدى نداؤهم الجماهير العربية، حيث تعتبر أعمالهم عالمية.
تحظى موسيقى الهيب هوب بشعبية كبيرة في كل مكان تقريباً في الشرق الأوسط والخليج العربي وشمال أفريقيا. حيث أنك تسمعها في محطات الراديو والتلفاز بشكل متكرر، إلا أن العروض المباشرة لهذا الفن لم تبدأ إلا في عام 1990 م. العديد من مجموعات الهيب هوب لا تزال في وضع سيئ وغير منتشر بسبب رؤيتهم وانتقاداتهم السياسية التي تعرضها للّوم من قبل الحكومات. ولذلك فإن الإنترنت هو المنفذ الرئيسي لمعظم هذه المجموعات. تؤدى هذه الموسيقى باللغات العربية والإنجليزية والفرنسية والبربرية (الأمازيغية)، ومثل معظم فناني هذا النمط، تأثر فنانو العالم العربي بالثقافة الأمريكية على نحو كبير.

## تاريخه
قبل ظهور الهيب هوب العربي بصفته نمطًا مستقلًا قائمًا بذاته، انخرط العرب الأمريكيون في مشهد الهيب هوب ضمن الولايات المتحدة بشكل منتظم، ويُذكر من بينهم المنتج الموسيقي فريدريك  في لوس أنجلوس ودي جاي خالد في ميامي. وبدأت موسيقى الهيب هوب الأمريكية تشهد شعبية في العالم العربي في بداية ووسط تسعينيات القرن العشرين، إذ كان عرب شمال إفريقيا، ومعظمهم من سكان فرنسا، المركز الأساسي للهيب هوب الأوروبي، أول من بدأ بإنتاج الموسيقى التي أسست لنمط الهيب هوب العربي. على سبيل المثال، لقد ضمت فرقتا سوبر سايان كرو وآي إيه إم عربًا بين أعضائها. وكانت هذه الموسيقى، وليدة جاليات السود والأفارقة الشماليين في فرنسا، عبارة عن مزيج من الهيب هوب الأمريكي التقليدي والأساليب الفرنسية الشائعة آنذاك وموسيقى الراي، وهي نمط موسيقي شائع في شمال إفريقيا. وقد اعتمدت الشعبية التي حظي بها الهيب هوب الفرنسي بشكل جزئي على متطلبات بث الراديو الفرانكوفوني، بدءًا من عام 1994، الذي اشترط تخصيص نسبة 40% من البث اليومي في كل المحطات للغة الفرنسية.
وبدأت فرق الهيب هوب الموسيقية تظهر في فلسطين منتصف التسعينيات، ومن بينها فرقة دام التي تتمتع بشعبية كبيرة، وكان دي جاي ليثل سكيلز يروج لفرق محلية جديدة «مثل فرقة عكس السير» في الفترة نفسها تقريبًا. أما في مصر، فقد كان الهيب هوب أقل شعبية، لكن موجة صغيرة أدت إلى ظهور شريحة من راقصي البريك دانس. وفي عام 2004، أقيم أول عرض هيب هوب في المنطقة أحياه آر زي إيه، عضو فرقة وو تانغ كلان، في فندق سياج بالقاهرة بمرافقة كينِتك ناين من فرقة كيلارمي، وهي من فروع فرقة وو تانغ كلان، وسيلفارينغز، وهو هولندي من أصول مغربية، وأول عربي ينضم إلى فرقة راب أمريكية، وصلاح الدين، وهو مؤدي راب عربي مغربي.
في عام 2006، رسّخ الهيب هوب العربي حضوره الرائج في العالم العربي بفضل برنامج «هيب هوبنا»، وهو برنامج تلفزيون واقعي عُرض على قناة إم تي في الشرق الأوسط وقدمه كل من فريدريك وقصي، فنان هيب هوب عربي سعودي. وقد اتُبعت ثقافة الهيب هوب الأمريكية وأنشئت نظيرتها العربية بدرجات متنوعة في معظم دول العالم العربي، بما فيها المناطق التي زادت تقييداتها الاجتماعية والسياسية من صعوبة الأمر. فعلى سبيل المثال، ظهرت في المملكة العربية السعودية فرقة دارك تو مين، التي شاركت في برنامج هيب هوبنا المذكور أعلاه. وإضافة إلى ذلك، فقد أصبح رقص البريك دانس «هواية ذات شعبية كبيرة في المملكة».
و في نفس العام (2006) انتشرت ثقافة الهيب هوب في المملكة العربية السعودية بسبب اغاني الكول التي اداها المغني كلاش أو محمد الغامدي .
من الصعب تحديد عدد مبيعات الألبومات الموسيقية أو نسبة رواجها بين الشرائح السكانية في العالم العربي نظرًا إلى انعدام الإحصائيات الموثوقة، وعلاوة على ذلك لا يمكن تحديد نسبة مشاهدات قنوات التلفزة الفضائية بدقة في العالم العربي، غير أن بمقدورنا تمييز الشعبية من خلال تقنيات تسويق تستخدمها شركات خدمة التلفزة الفضائية. ووفقًا لتقرير صادر في عام 2007، «أكثر من 85 بالمئة من المنازل المدنية في العالم العربي تتلقى خدمة التلفزة الفضائية»، وذلك منبر اتسع ليشمل قنوات موسيقية مثل إم تي في أرابيا التي «خططت [آنذاك] لتقديم جرعة ثقيلة من الهيب هوب [الغربي بمعظمه] ومعظم برامج نمط حياة الشبان التي تعرضها في الولايات المتحدة» .